# Giraglia
La Giraglia est une île située au nord-est du Cap Corse, à une distance d'un mille environ du village de Barcaggio, sur la commune d'Ersa.

## Géographie

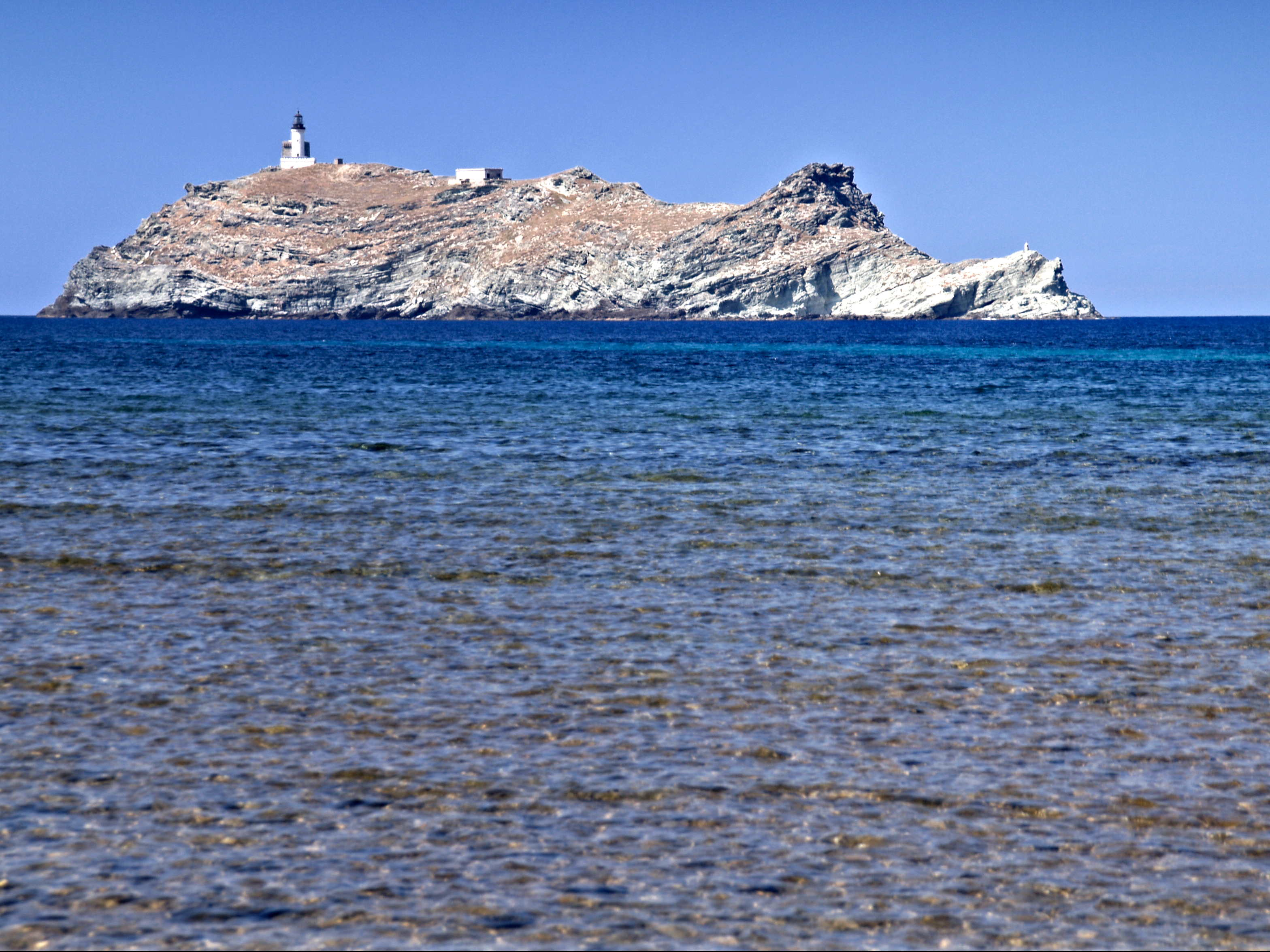
Vue de la Giraglia

À un mille marin au nord de Barcaggio se dresse la Giraglia, île de 9,645 ha, un haut rocher de serpentine (prasinites vertes et schistes noirs) culminant à 66 mètres au-dessus de la mer Ligure (si l'on ne tient pas compte de la hauteur du phare dont la hauteur au-dessus de la mer est de 85,20 m.
C'est une île schisteuse, au substrat peu altérable, bien moins riche en espèces que les îles granitiques, d’une superficie équivalente, mais dont le substrat est beaucoup plus altérable.
Une distance de 1 340 mètres la sépare de la Corse à son point le plus proche. Ce passage possède des fonds marins quasi plats d'une vingtaine de mètres de profondeur recouverts d'herbiers de Posidonie. Lors de tempêtes, leurs feuilles arrachées viennent envahir la côte, notamment la plage de Cala à l'est de Barcaggio.
Il arrive de voir passer dans cette « passe » des navires de gros tonnages.
Autrefois centre de pêche au corail, l'îlot voit aujourd'hui son écosystème rare protégé par le réseau Natura 2000, site du « Cap Corse nord », soit la côte comprise entre Centuri et Macinaggio incluant les îles Finocchiarola, la Giraglia et l'îlot de Capense.
L'arrêté du 17 mars 2008 portant désignation du site Natura 2000 « Îles Finocchiarola, Giraglia, Capense et Cap Corse » (zone spéciale de conservation) protège la flore et la faune que l'île héberge : oiseaux, reptiles et amphibiens.

## Histoire
La Giraglia occupe une position maritime et militaire stratégique dans la Méditerranée. À la pointe du Cap Corse, elle voit passer un important trafic de navires transitant par la mer Ligure et dans le golfe de Gênes.

L'île était occupée pendant des siècles. Les ruines d'une chapelle San Pasquale et un oratoire Santa Maria en témoignent ainsi que la tour génoise carrée édifiée en 1585.
La flotte britannique attaquant les navires assurant les liaisons maritimes Corse-Provence, Napoléon Ier dote l'île d'une batterie côtière, ce qui explique l'existence encore de nos jours d'un ancien bâtiment militaire.
En 1839 le phare de la Giraglia est mis en construction.
L'épave d'un navire de commerce romain, découverte en 1988 entre la Corse et la Giraglia par Michel Oliva, a fait l'objet de recherches archéologiques entre 1994 et 1999.

## Bâtiments

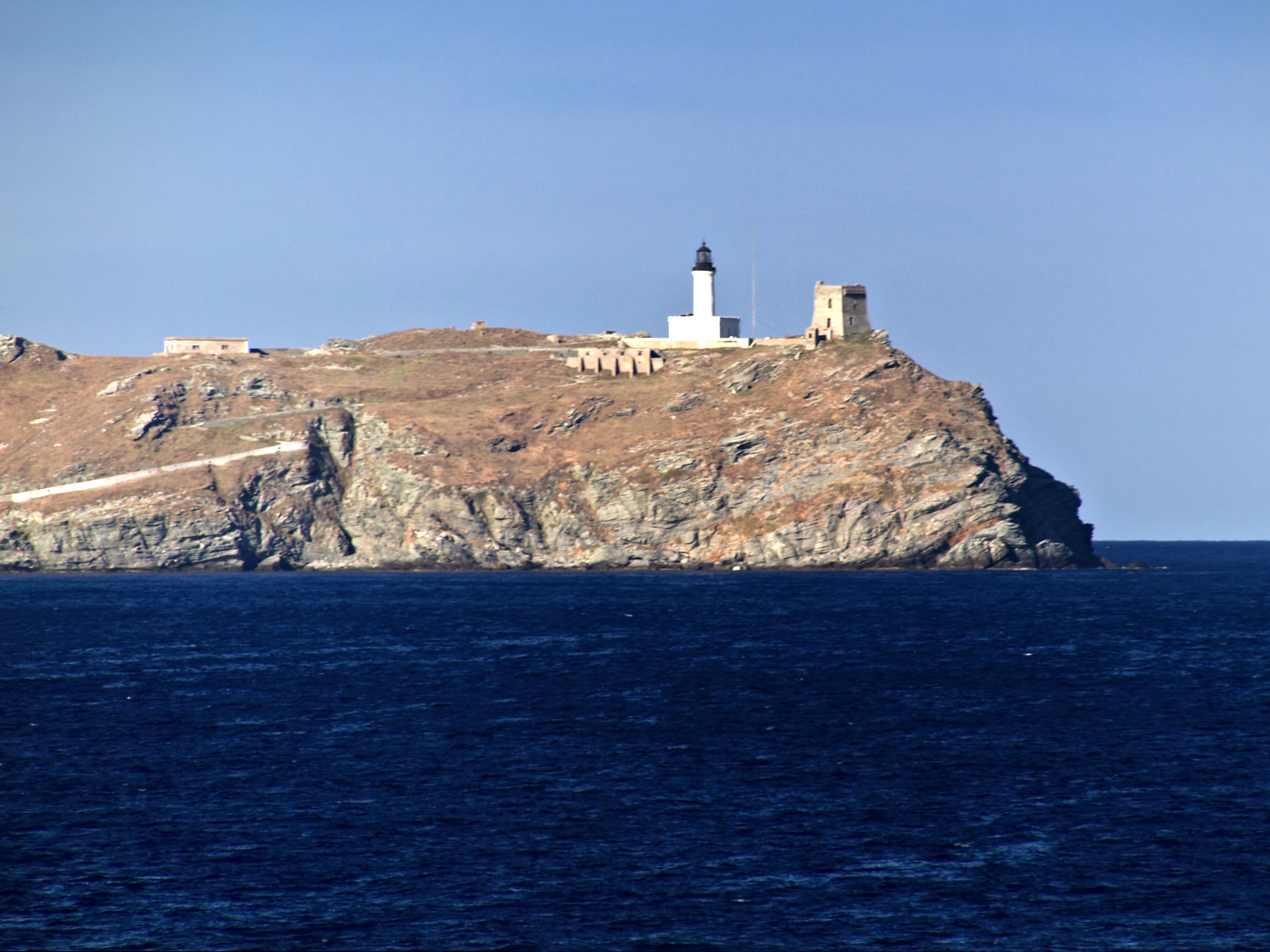
Phare et tour génoise

### Tour génoise de la Giraglia
Une tour génoise y fut bâtie au XVIe siècle. Dès 1573, une tour à la Giraglia est listée parmi les tours littorales à construire par Gênes pour défendre la Corse. La décision de construction est finalement prise en 1582 par le seigneur cap-corsin Don Cristofaro Tagliacarne et le gouverneur génois Stefano Passano, avec l'accord de la population. Le 6 octobre 1583, l'accord de construction est validé par l'Office de Construction des Tours, avec juillet 1584 comme date initiale d'achèvement prévu.
Les travaux démarrent sous la direction de l'architecte Domenico Pelo. Cependant, des problèmes logistiques liés au fait de construire sur un îlot retardent le chantier. Dans une lettre du 29 juillet 1584, Don Tagliacarne informe le nouveau gouverneur génois, Cattaneo de Marini, des difficultés de transport de la nourriture et du matériel de Bastia à la Giraglia, afin de réclamer des délais supplémentaires. Insensible, le gouverneur adresse au Sénat de Gênes une lettre désignant Bartolomeo de Sarzana comme futur chef de la tour.

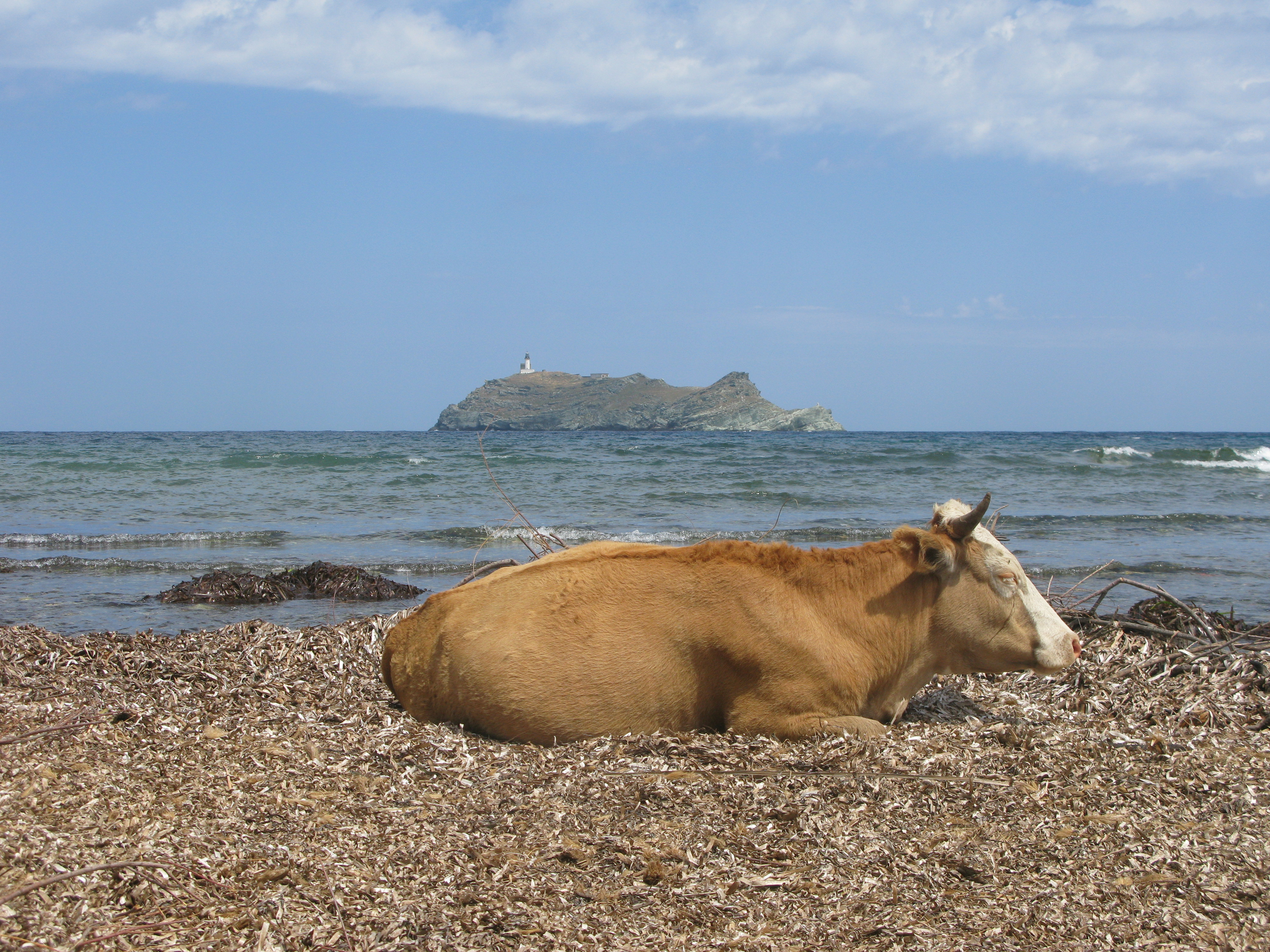
Giraglia vue de la plage de Barcaggio.

Malgré les problèmes d'approvisionnement, la deuxième voûte de l'édifice est achevée le 16 novembre 1584 et la tour presque terminée le 10 décembre. Le surintendant Don Tagliacarne envoie l'avis de fin des travaux au gouverneur fin décembre 1584. Il a alors dépensé 9 311 lires pour la construction, somme qui lui est remboursée, à la suite de son assignation des agents du Trésor le 6 février 1585. Le prélèvement d'un droit d'ancrage doit permettre de recouvrer cet argent.
La tour est un édifice en pierre de forme carrée, aujourd'hui propriété du Conservatoire du Littoral dans un bon état de conservation. Sur trois niveaux, comme toutes les tours génoises littorales, la tour est sommée d'une terrasse entourée de créneaux et flanquée d'une guardiola (échauguette).
Du XVIe siècle au XVIIIe siècle, la garnison de la tour est composée d'un chef, de trois soldats dont au moins un bombardier, et d'un homme chargé du ravitaillement et du transport par barque jusqu'à la Corse. Le personnel est cap-corsin ou bastiais. Certains chefs s'imposent en dynastie, tels les De Urbanis, à partir de 1720.

### Phare de la Giraglia

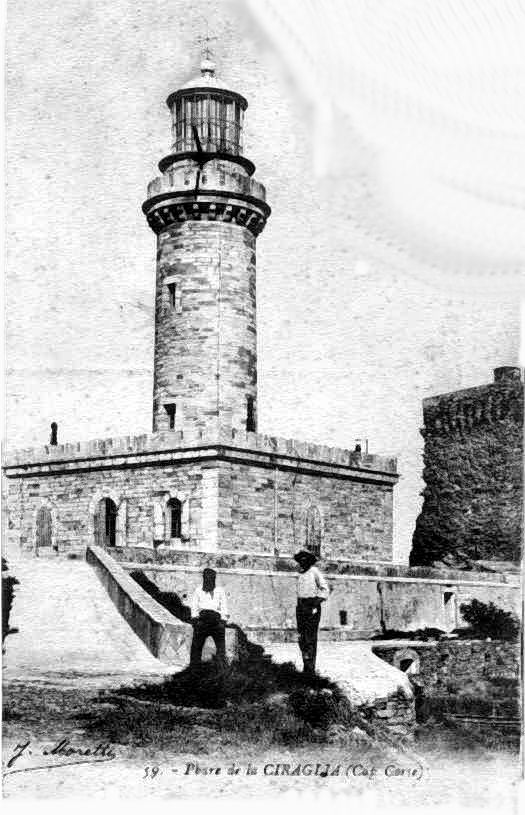
Phare de la Giraglia (Cap Corse)

Mis en service en 1848, le phare de la Giraglia fonctionnera à merveille pendant un siècle alimenté par une énorme lampe à pétrole. Celle-ci sera remplacée en 1948, soit cent ans plus tard, par une ampoule de 1 000 watts lui donnant une portée de 100 km.
Autrefois occupé par des gardiens du Service des phares et balises qui se relayaient sur l'île, il est aujourd'hui entièrement automatisé.

## Sports

### Régate
La Giraglia-Rolex Cup est une course en équipage organisée par le Yacht Club Italiano. Inventée et voulue par René Levainville, alors président de l'UNC (Union Nationale des Croiseurs), et créée en 1953 avec Beppe Croce (qui était Président du Yacht Club Italiano), cette course se targue d'être le plus ancien trophée de voile italien disputé sans interruption depuis sa création et la plus prestigieuse. Elle est restée pendant longtemps l'unique régate longue de la mer Méditerranée. Elle fut créée dans le but de renforcer les liens entre la France et l'Italie après guerre et partait à l'origine de Toulon.
Dans son parcours actuel, les bateaux partent du port de Saint-Tropez, virent l'île du Levant puis l'îlot de la Giraglia, qui lui donne son nom, pour arriver à Gênes, après 243 milles.
L'édition de 2005, qui eut lieu les 11 et 18 juin, fut la première à accueillir des multicoques.
Le record, établi en 2012, est détenu par l'équipage du bateau européen Esimit Europa 2 : 14 h 56 min 16 s.

### Rallye
La Ronde de la Giraglia est un rallye automobile qui se déroule depuis 1971 dans le Cap corse et le Nebbio.